# Richmondpark

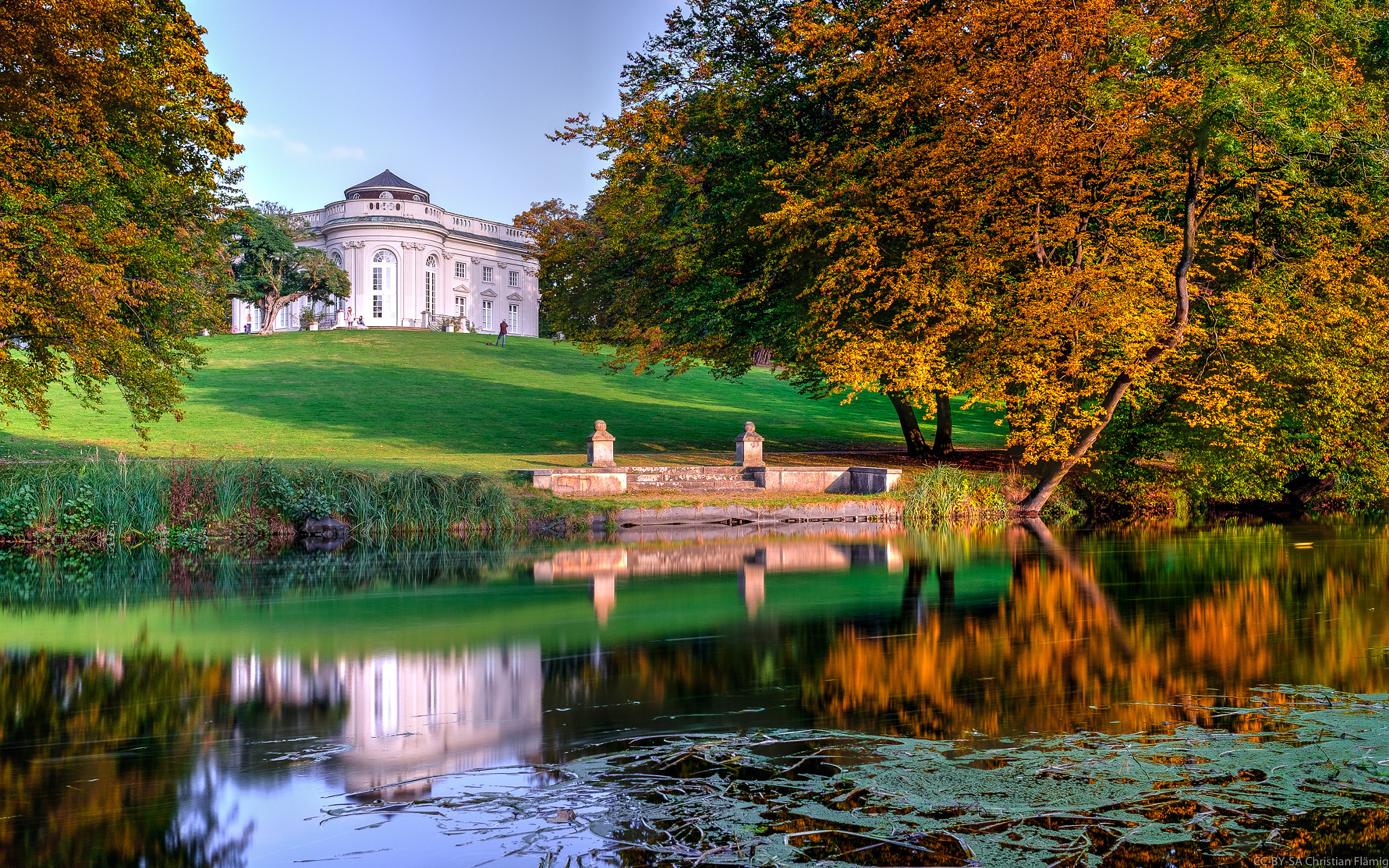
Blick auf den historischen Park (Ostteil)

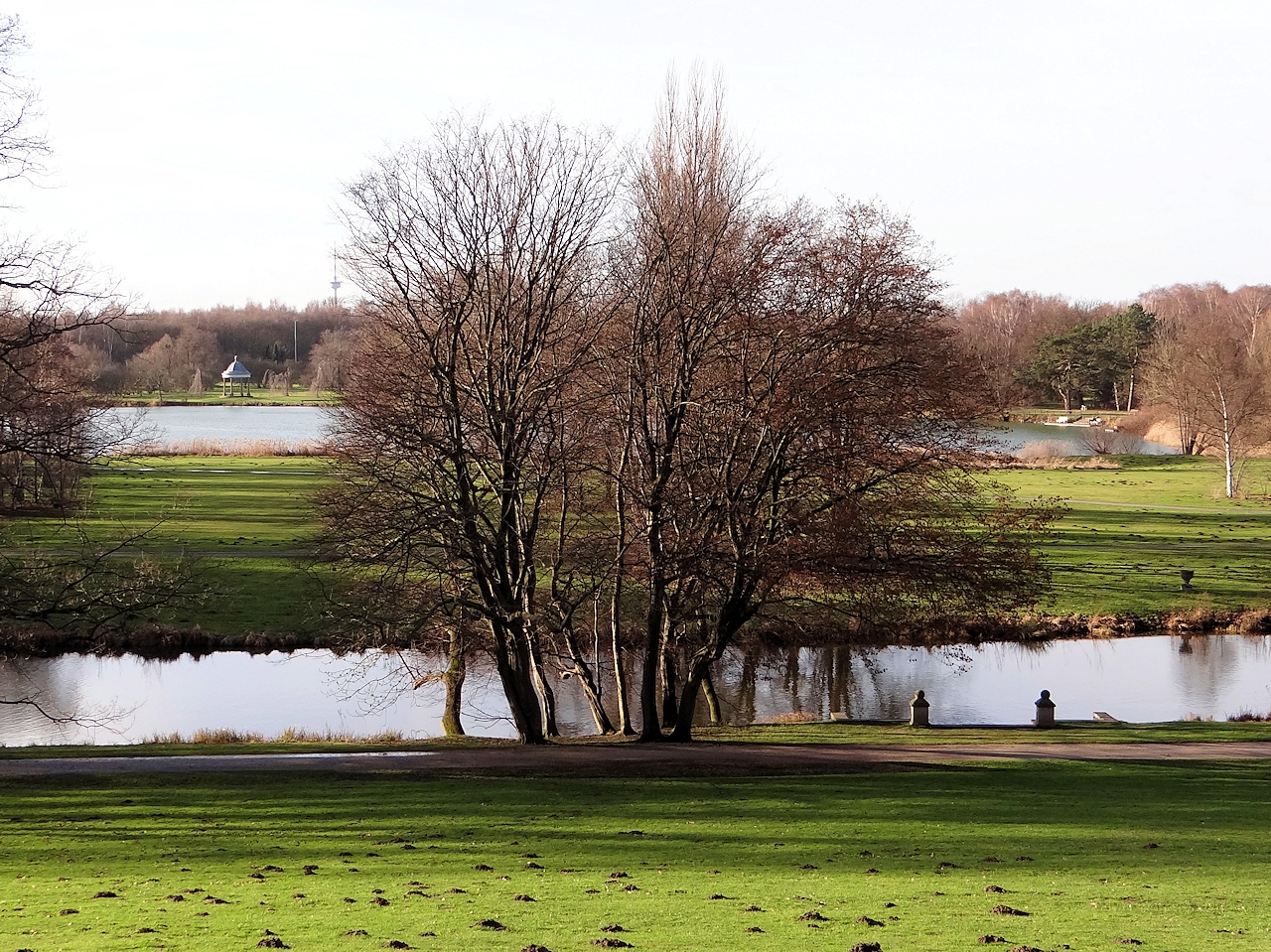
Blick auf den neuen Teil (Westteil)

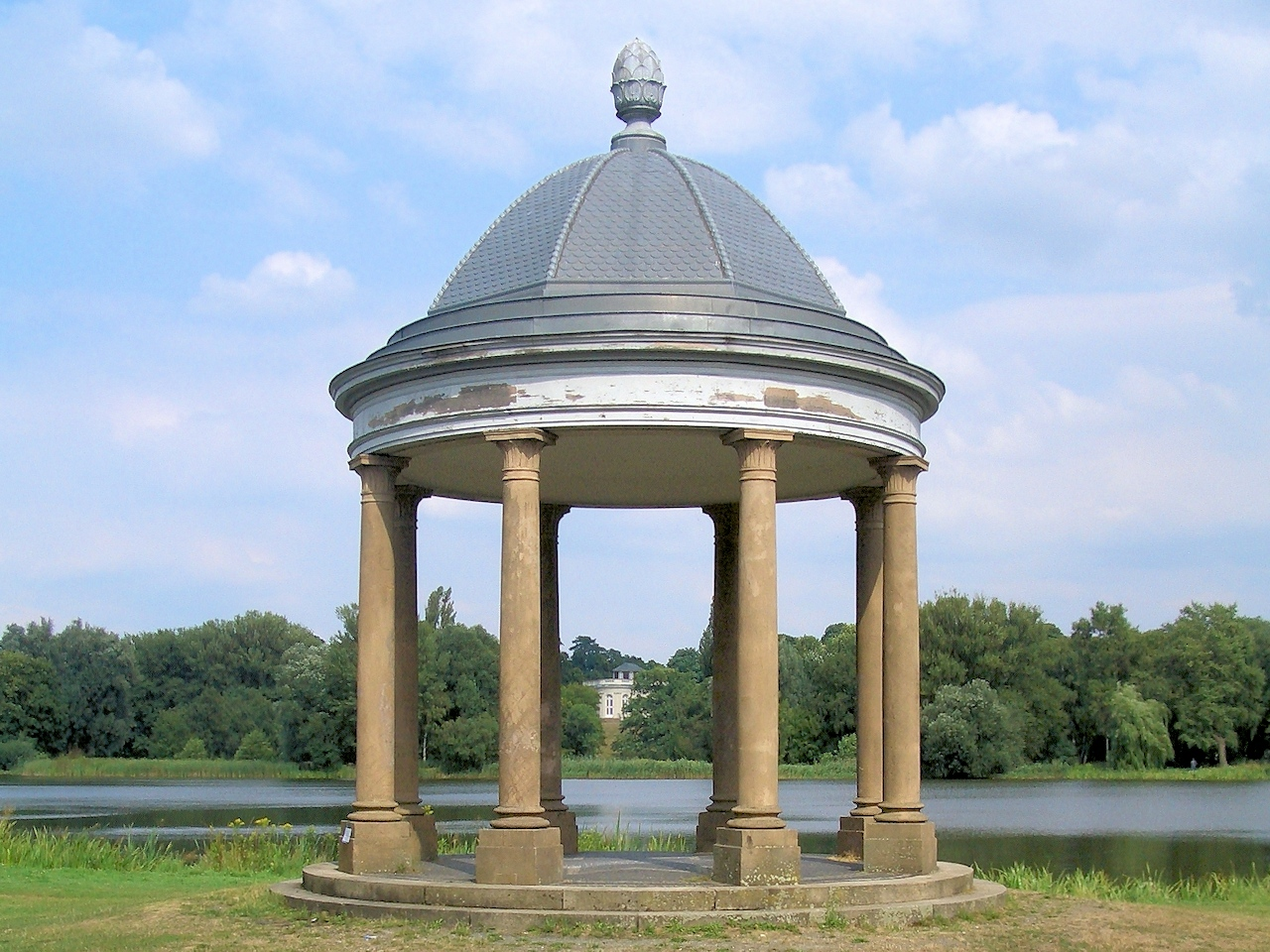
Der Rundtempel

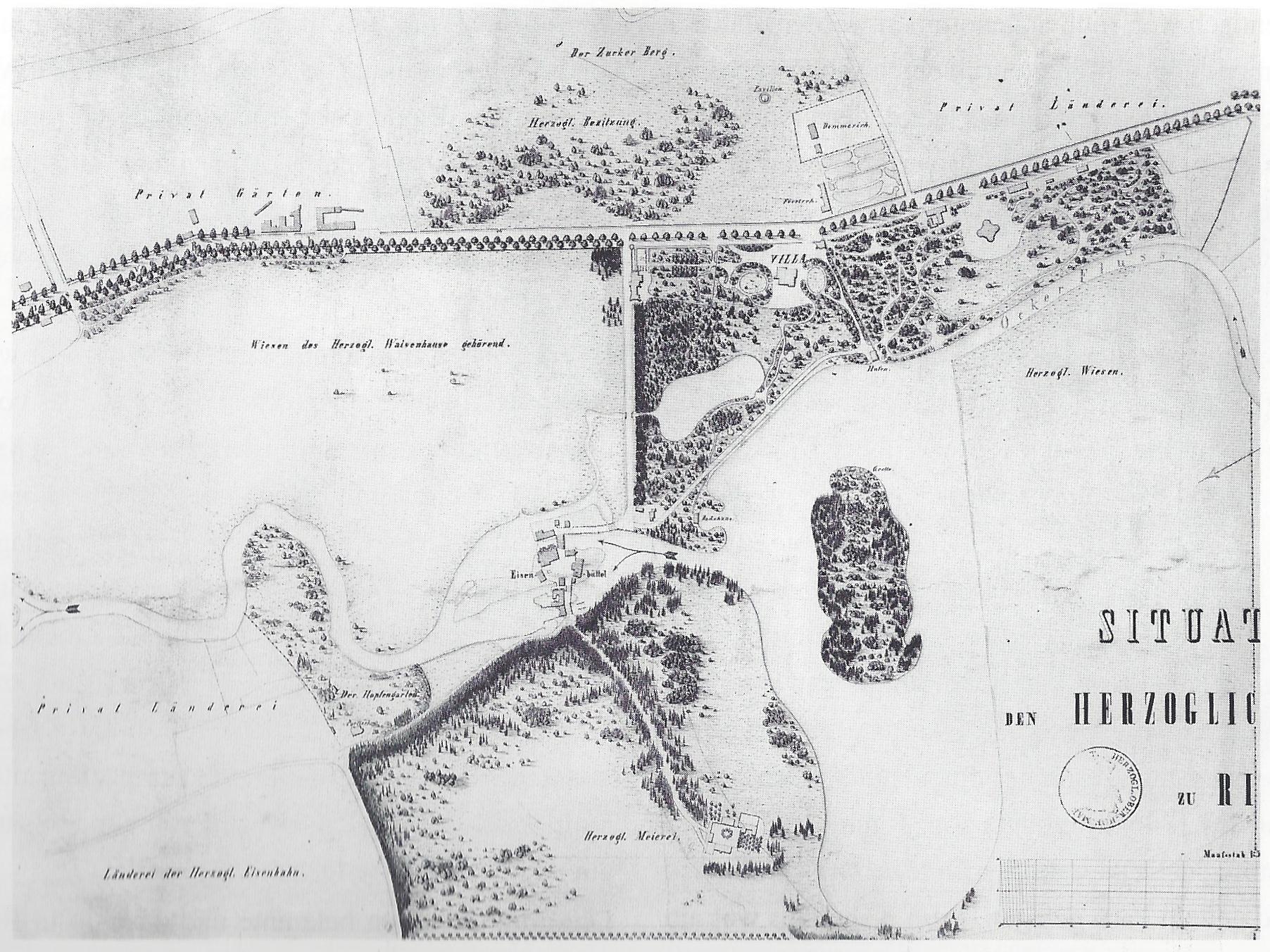
Plan von 1850

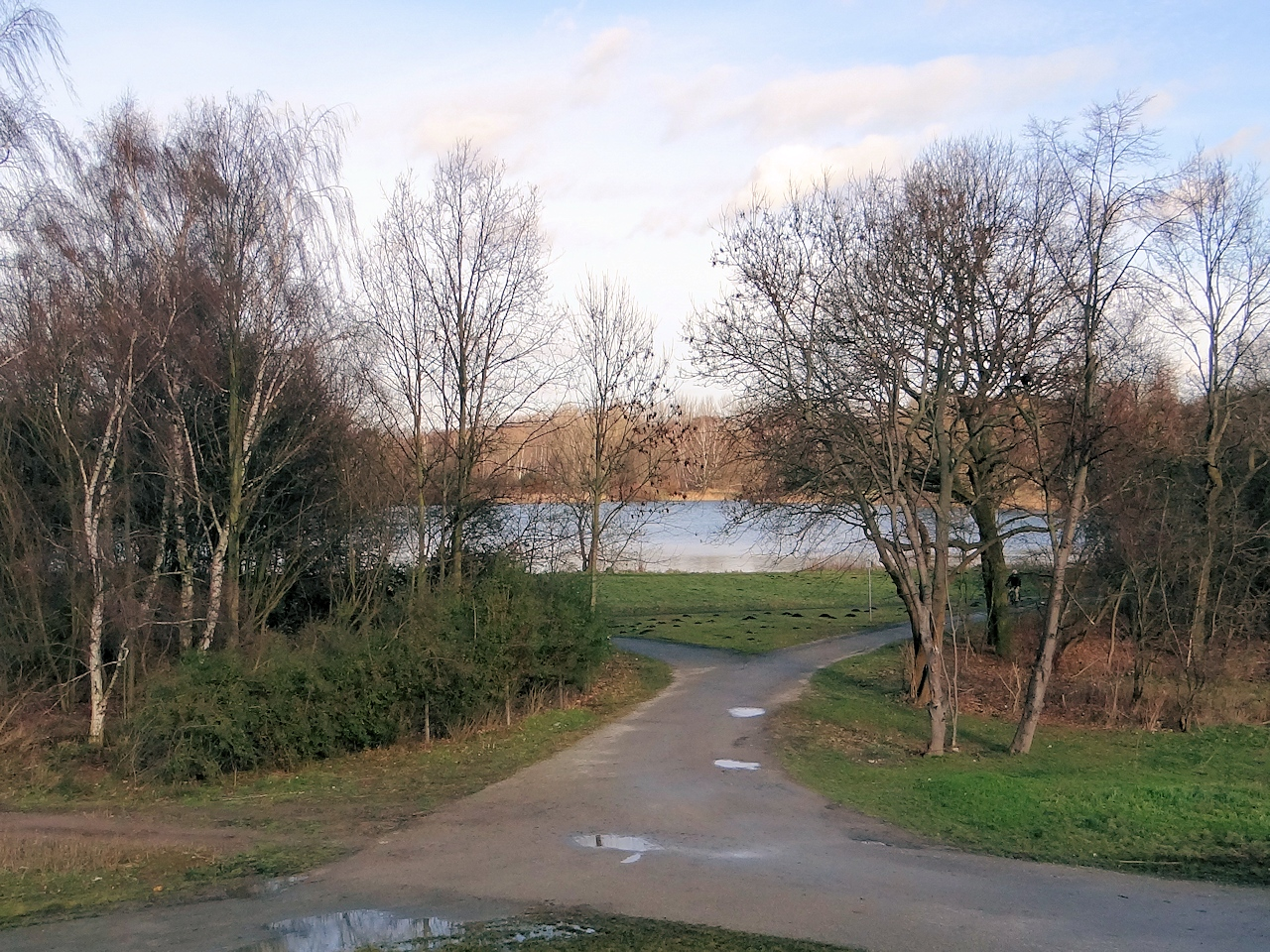
Am Spielmannsteich

Der Richmondpark in Braunschweig ist 27,25 Hektar groß und befindet sich südlich der Innenstadt. Der öffentliche Park besteht aus zwei Teilen: Dem historischen denkmalgeschützten Parkteil östlich der Oker, der im 18. Jahrhundert als Park des herzoglichen Schlosses Richmond angelegt wurde, sowie westlich der Oker aus der modernen Parkanlage aus der zweiten Hälfte des 20. Jahrhunderts rund um den Spielmannsteich im Kennelgebiet.
Zusammen mit dem Kiryat-Tivon-Park (dem früheren Bahnhofspark) und dem Bürgerpark im Norden sowie dem Südsee-Gebiet im Süden bildet der Richmondpark gemeinsam mit dem Kennelgebiet einen durchgehenden Grünbereich, der lediglich durch den hohen Eisenbahndamm (jetzt Ringgleis) und die Bundesautobahn A39 unterbrochen wird.

## Geschichte
Vorbild für den Schlosspark war der Richmond Park bei London in England, der Heimat der Herzogin Augusta Friederike Louise bzw. Augusta von Braunschweig-Lüneburg (1737–1813). Sie sollte sich dadurch wie in ihrer englischen Heimat fühlen. Die Pläne für den Park für die Herzogin wurden durch den englischen Gartenarchitekten Lancelot „Capability“ Brown im Stil eines englischen Landschaftsgartens entworfen und ab 1768 bis 1769 durch den Hofgärtner Götze ausgeführt. In Randbereichen wurden Tempel, Grotten und Kleinbauwerke errichtet. Neben dem Wörlitzer Park war er somit einer der frühesten Landschaftsgärten in Norddeutschland. Damals lagen das Schloss und der Park noch weit außerhalb vor den Toren der Stadt an der Allee zwischen Braunschweig und Wolfenbüttel.
Der Park wurde in den folgenden Jahren immer wieder umgestaltet und seine Ausdehnung verändert. Ab 1830 ließ Herzog Wilhelm die Anlage vergrößern, mit dem Bau von Neu-Richmond wurde der Park von Hofgärtner Johann Christian Burmester nach Norden hin wesentlich erweitert. 1833 wurde die Schlossanlage mit der Herzoglichen Villa (dem Schloss) und dem Williamscastle (dem Kavalierhaus) nach den Plänen des Architekten Carl Theodor Ottmer erbaut. Es folgte zunächst eine Vergrößerung des Parks zur Charlottenhöhe hin.
Auf der Westseite der Oker wurden die noch heute vorhandenen Kennelteiche samt Insel als Lustteiche mit Bootssteg angelegt und aus dem Fluss versorgt.
Auf dem Schlossgelände wurde ein Rundtempel aufgestellt. Später wurde dieser Bereich wieder veräußert und bebaut. Der achtsäulige römisch-dorische Tempel wurde von den Architekten Gebhardi und Langwagen entworfen und war ursprünglich als Grabtempel für die Herzogin Philippine Charlotte vorgesehen, welche dort aber nie begraben wurde. Er stand im Park des Schlosses Antoinettenruh bei Wolfenbüttel, das 1832 abgerissen wurde. 1842 kam er auf Wunsch von Herzog Wilhelm vom Lechlumer Holz zum Zuckerberg (der Charlottenhöhe) auf seine höchste Stelle, im erweiterten Richmondpark. 1873 wurde der Rundtempel zum Okerufer versetzt, wo er beim Bau der Akademie um 1937 verschwand. Was mit diesem Rundtempel passierte, ob er an Privatpersonen verkauft wurde oder vergraben wurde, ist bis heute unklar.
Durch den Abriss der Gebäude von Neu-Richmond um 1900 wegen Baufälligkeit wurden auch die Gartenanlagen vernachlässigt und sie verwilderten. Am 29. März 1935 wurden das Schloss, der Park und das Kennelgut von der Stadt Braunschweig erworben. Der nördliche Teil wurde durch die Stadt für den Bau der nationalsozialistischen Akademie für Jugendführung (heute Braunschweig-Kolleg) veräußert.
Nach 1945 wurde der Park stark vernachlässigt und 1964 wurde dieser für die Öffentlichkeit zugänglich gemacht. Seit 1968 ist die Parkanlage Landschaftsschutzgebiet. Das Gelände um den Spielmannsteich wurde landschaftsgärtnerisch in die Parkanlage integriert. Mit Unterstützung der Richard Borek Stiftung begann 1987 eine Restaurierung des historischen Parkteils. Nach historischen Plänen wurde der Zustand aus dem 18. Jahrhundert zu einem Teil wiederhergestellt, Wege wieder angelegt und alte Sichtachsen wurden wieder freigelegt.
2000 wurde im neuen Teil am Westufer des Spielmannteichs ein achtsäuliger Rundtempel aufgestellt. Dieser stammte ursprünglich aus Salzdahlum aus der ehemaligen Schlossanlage, von dort gelangte er nach Braunschweig und später nach Triangel bei Gifhorn in den Gutspark. Als Geschenk aus dem Landkreis Gifhorn kam er wieder nach Braunschweig und wurde in eine der Blickachsen des Schlosses gesetzt. Zuvor hatte an dieser Stelle ein Holzpavillon gestanden. Zum Schenkungsvertrag gehörte die Verpflichtung, dass die Stadt Braunschweig die Kosten für den Abbau, den Transport und die Restaurierung übernimmt. Mit der Unterstützung von Braunschweiger Handwerkern wurde der Säulentempel restauriert.
Rund um das Schloss wurden zahlreiche Rhododendren gepflanzt. Zu dieser umfangreichen Rhododendronsammlung gehören verschiedenfarbige Arten. Zuletzt wurde der Park durch zahlreiche großflächig gepflanzte Frühblüher ergänzt, so befinden sich dort Narzissen, Blausterne (Scilla) und Wildtulpen. Einige Blütenkirschen ergänzen die Anlage. Direkt vor dem Schloss steht eine Gruppe prägnanter, alter und großer Robinien.